# دهستان ییلاق (بوئین میاندشت)
دهستان ییلاق (بوئین میاندشت) نام دهستانی در بخش مرکزی شهرستان بوئین میاندشت، استان اصفهان در ایران است. براساس سرشماری مرکز آمار ایران در سال ۱۳۸۵، جمعیت آن ۴۰۱۲ نفر (۷۸۷ خانوار) بوده‌است.